# Quai des Anglais

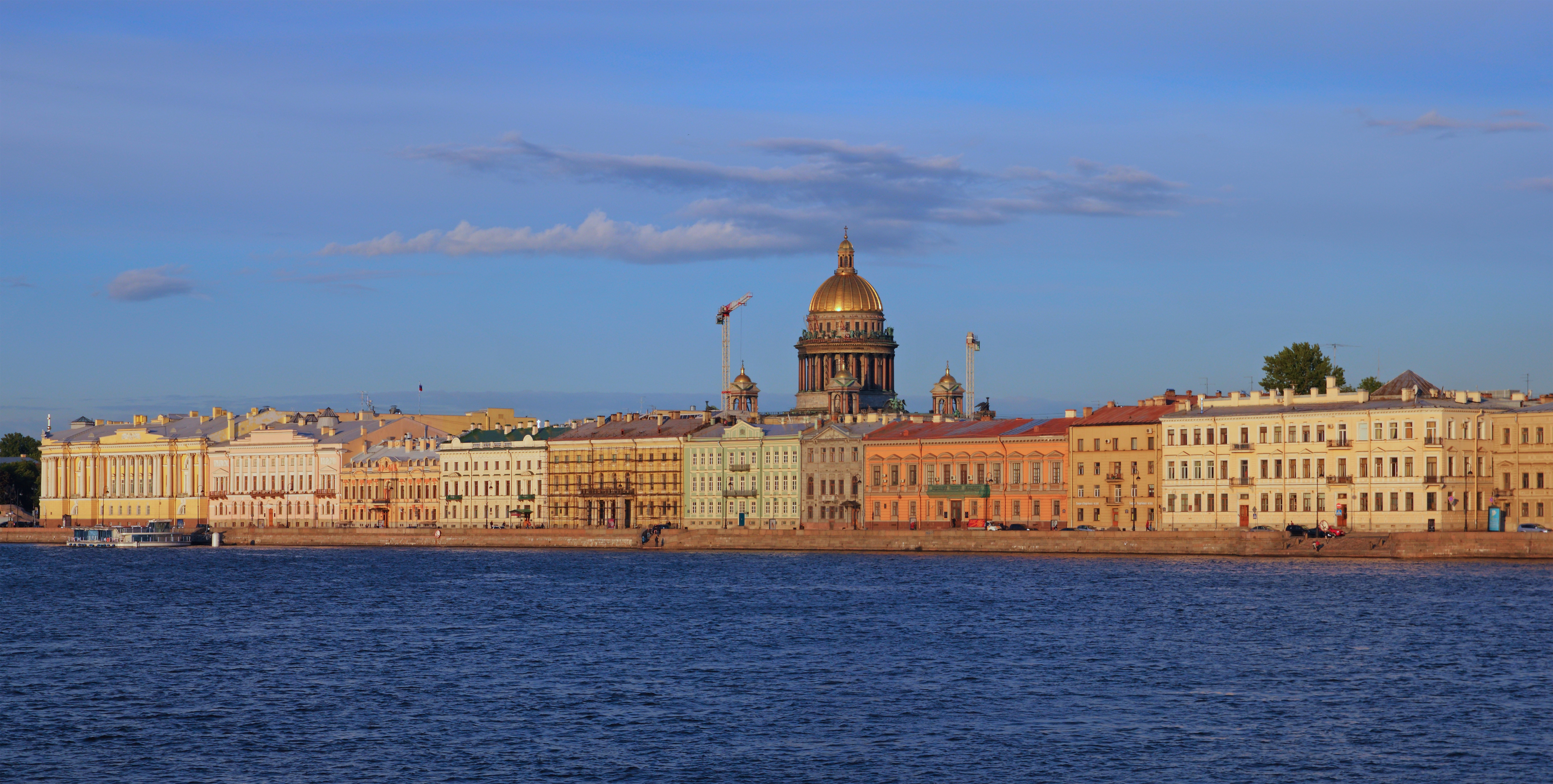
Vue du quai des Anglais avec la coupole de la cathédrale Saint-Isaac.

Le quai des Anglais (en russe : Английская набережная), nommé parfois quai anglais, est un quai de la ville de Saint-Pétersbourg.

## Situation et accès
Le quai longe la rive gauche de la Néva, entre la place du Sénat et le nouveau canal de l’Amirauté. Il s’étend sur une longueur de 1 260 mètres.

## Origine du nom
Il porte ce nom pour honorer la visite de la reine Élisabeth II et rappeler que des commerçants anglais qui s’y étaient installés au XIXe siècle.

## Historique
Le quai est construit au début du XVIIIe siècle et reçoit le nom de rue du « quai de la Rive-Basse ». 
Le quai est renommé au milieu du XVIIIe siècle « quai Saint-Isaac », en l’honneur de la première église Saint-Isaac qui se situait à l’emplacement actuel du Cavalier d’airain. On l’appelle aussi « quai des galères » à cause du chantier naval au bord du nouveau canal de l’Amirauté. 
C’est au début du XIXe siècle qu’il reçoit sa nouvelle appellation, « quai des Anglais », à cause des commerçants anglais qui s’y étaient installés et qui avaient fait construire une église anglicane au no 56. 
Il a été baptisé « quai de la Flotte-Rouge » en 1918, en l’honneur des marins de la flotte de la Baltique qui prirent une part active dans la révolution d’Octobre. Une stèle de granite au no 44 rappelle que le croiseur Aurora se trouvait amarré au quai en face de cet emplacement dans la nuit du 25 octobre 1917.
En 1994, le quai retrouve son appellation d’avant 1918, « quai des Anglais », pour honorer la visite de la reine Élisabeth II à Saint-Pétersbourg.

## Bâtiments remarquables et lieux de mémoire
Mme Catherine Trautmann, maire de Strasbourg à l’époque, a offert en 1993 à la ville les plaques descriptives historiques qui se trouvent sur les façades des hôtels particuliers du quai. 
- N° 2 – ancien palais du Sénat
- N° 4 – palais Laval
- N° 6 – palais Tenichev

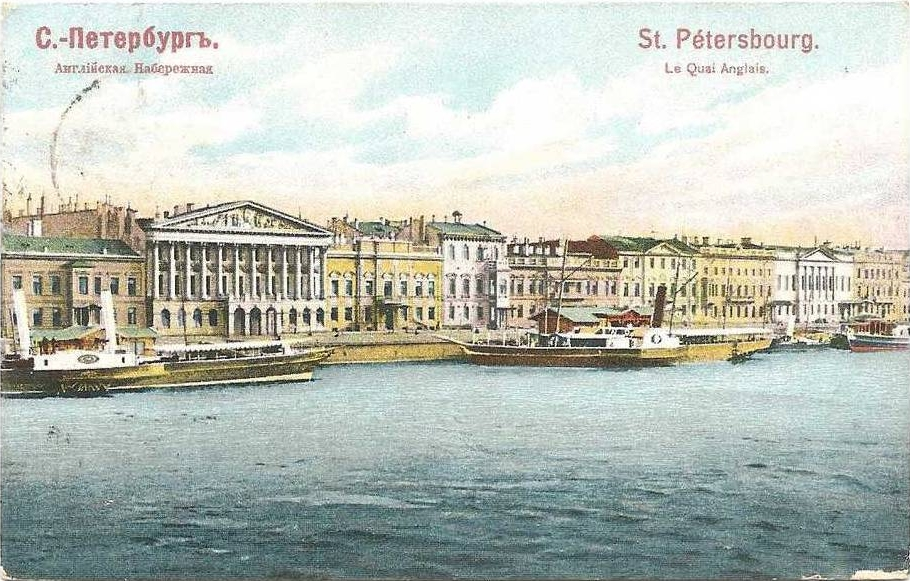
Vue du quai des Anglais à la fin du XIXe siècle. On remarque le palais Roumiantsev avec ses douze colonnes, à gauche de la carte postale.

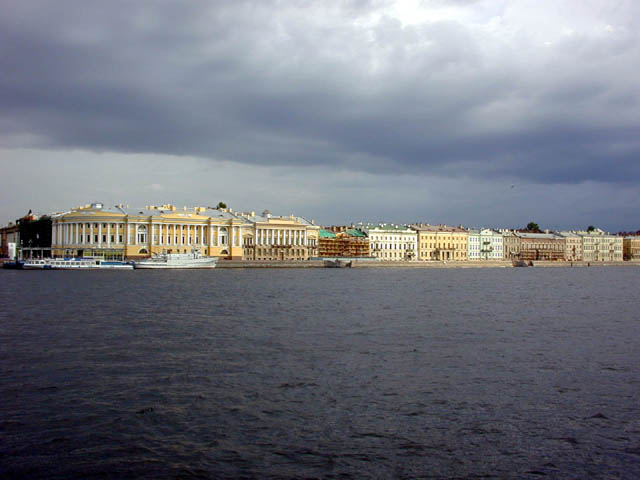
Vue du quai des Anglais, de l’île Vassilievski, avec le palais de l’ancien Sénat à gauche.

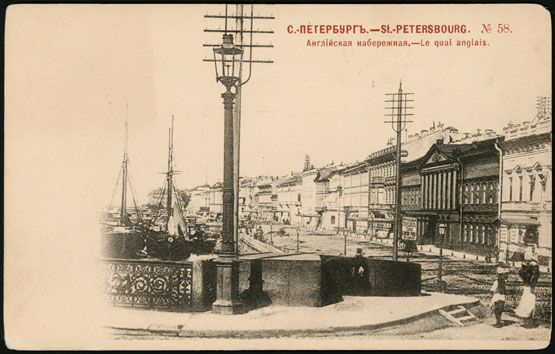
Vue du quai des Anglais vers 1900. On remarque le portique octostyle du collège des Affaires Étrangères, au no 32.

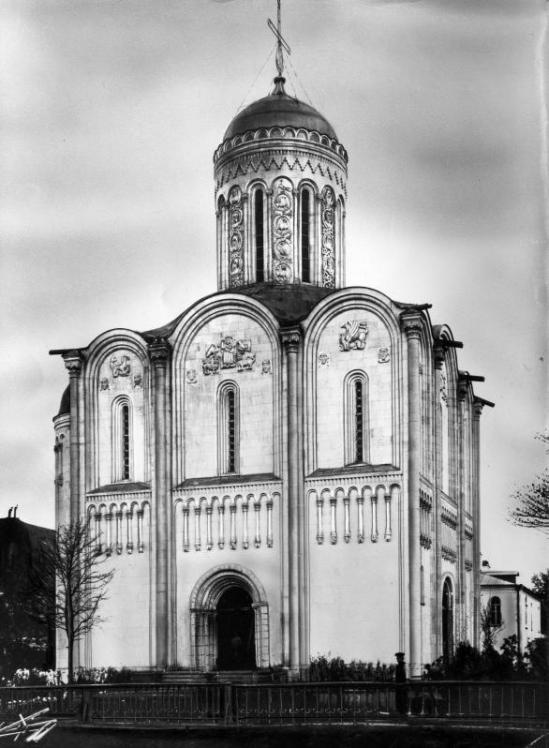
Vue de l’église du Christ-Sauveur-sur-les Eaux, construite en 1909-1911, dans le style de Souzdal du XIIe siècle, et démolie en 1932.

- N° 8 – hôtel particulier Paskievitch
- N° 10 – palais Tolstoï-Ostermann
- N° 12 – hôtel particulier Outine
- N° 14 – maison des fêtes
- N° 16 – hôtel particulier Dournovo
- N° 18 – immeuble d’habitation construit à l’époque soviétique
- N° 20 – ancienne maison de la société des négociants
- N° 22 – palais Leuchtenberg
- N° 24 – hôtel particulier Olsoufiev
- N° 26 – hôtel particulier Youssoupov
- N° 28 – ancien hôtel particulier de Paul von Derwies, vendu en 1904 au grand-duc André et devenu ensuite palais des mariages no 1; édifice du XVIIIe siècle réaménagé en 1889-1890 par l'architecte Alexandre Krassovski
- N° 30 – ancien bâtiment du ministère de la Marine
- N° 32 – bâtiment de l'ancien collège[2] des Affaires étrangères
- N° 34 – hôtel particulier de Sergueï von Derwies
- N° 36 – hôtel particulier Vonlalarski
- N° 38 – hôtel particulier Clark
- N° 40 – hôtel particulier de Paul von Derwies
- N° 42 – hôtel particulier de la famille Iakovlev
- N° 44 – palais Roumiantsev
- N° 46 – hôtel particulier Dolgorouki
- N° 48 – hôtel particulier Vassiltchikov
- N° 50 – hôtel particulier de la famille Kapnitz, puis von Stenbok-Fermor
- N° 52 – palais Potemkine
- N° 54 – hôtel particulier Menchikov, devenu palais du grand-duc Michel Alexandrovitch, reconstruit par Robert Friedrich Meltzer
- N° 56 – ancien bâtiment de l’Église anglicane et de l’ambassade d’Angleterre, construit en 1814-1815, selon les plans de Giacomo Quarenghi
- N° 58 – hôtel particulier Adadourov
- N° 60 – hôtel particulier Teplov (qui appartint à l’administration des Postes entre 1840 et 1864)
- N° 62 – hôtel particulier Tchelichtchev et Poliakov, puis de la famille Warszawski
- N° 64 – hôtel particulier Stobeus, résidence de l'ambassadeur de Suède
- N° 66 – hôtel particulier de la famille des marchands Sapojknikov, puis du prince Wiazemsky
- N° 68 – palais du baron von Stieglitz, puis du grand-duc Paul Alexandrovitch
- N° 70 – maison des marchands anglais
- N° 72 – hôtel particulier de la famille Molvo, construit par Albert Benois dans les années 1880
- N° 74 – hôtel particulier de la famille Villiers
- Chapelle du Christ-Sauveur, construite en 2002 à l’emplacement de l’église du Christ-Sauveur-sur-les-Eaux, détruite en 1932 et qui avait été construite pour honorer la mémoire des marins tués pendant la Guerre russo-japonaise
- Palais Nicolas (aujourd’hui administration des syndicats de Saint-Pétersbourg et de l’oblast de Léningrad)